# Mlži
Mlži (Bivalvia) jsou vodní živočichové řazení do kmene měkkýšů (Mollusca). Je známo kolem 30 000 druhů mlžů. Patří k nim obecně známí obyvatelé mořského a sladkovodního prostředí, jako jsou ústřice, slávky, srdcovky, škeble a perlorodky.

## Stavba těla
Mlži jsou měkkýši s výraznou bilaterální symetrií a obvykle silně laterálním zploštěním. Plášť tvoří zpravidla dva laloky, každý vylučuje jednu lasturu.

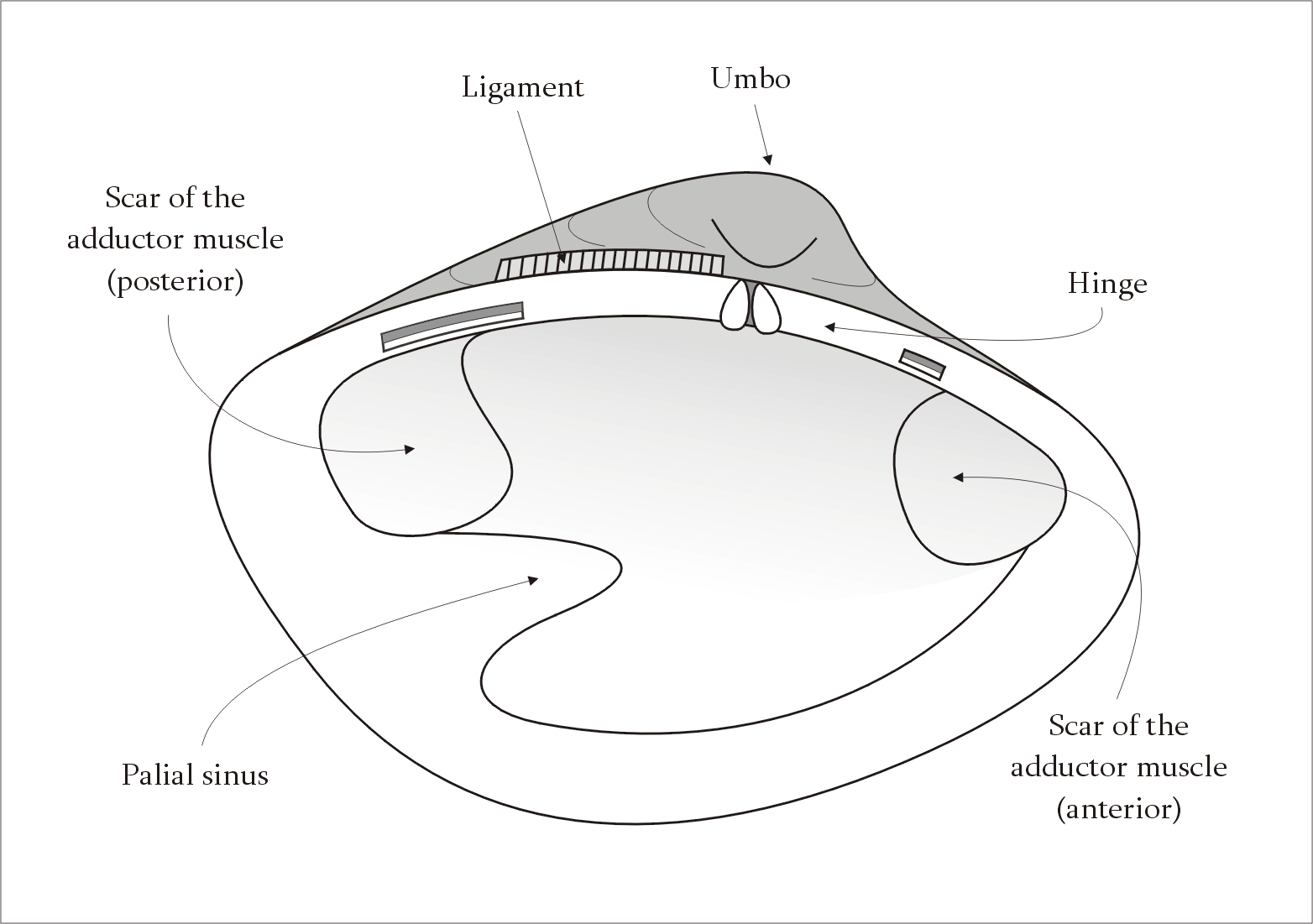
Stavba lastury mlžů

Lastury jsou spojeny zámkem, vazy a silnými svaly. Misky lastury se navzájem přitahují svaly. Svaly schránku pouze zavírají. Otevření schránky zajištuje dorzální vaz, který se při uvolnění svěracích svalů smrští.
S okolním prostředím je tělo měkkýše spojeno třemi otvory: přijímacím, vyvrhovacím a otvorem k vysouvání svalnaté nohy. Hlava je redukována – nenese ani oči, ani radulu. Přesto se mohou oči na jiných místech těla vyvinout; totéž platí pro statocystu. Uvnitř schránky se rozprostírá rozsáhlá plášťová dutina.
Mlži dýchají pomocí žaber. Mají srdce, tělní tekutinou je hemolymfa (nikoli krev), která obsahuje barvivo hemocyanin, jehož molekuly obsahují měď. Nervová soustava je gangliová. Mlži mají čichové ústrojí, orientují se čichem, a hmatové buňky. Vylučovací soustavu představuje jeden pár nefridií.

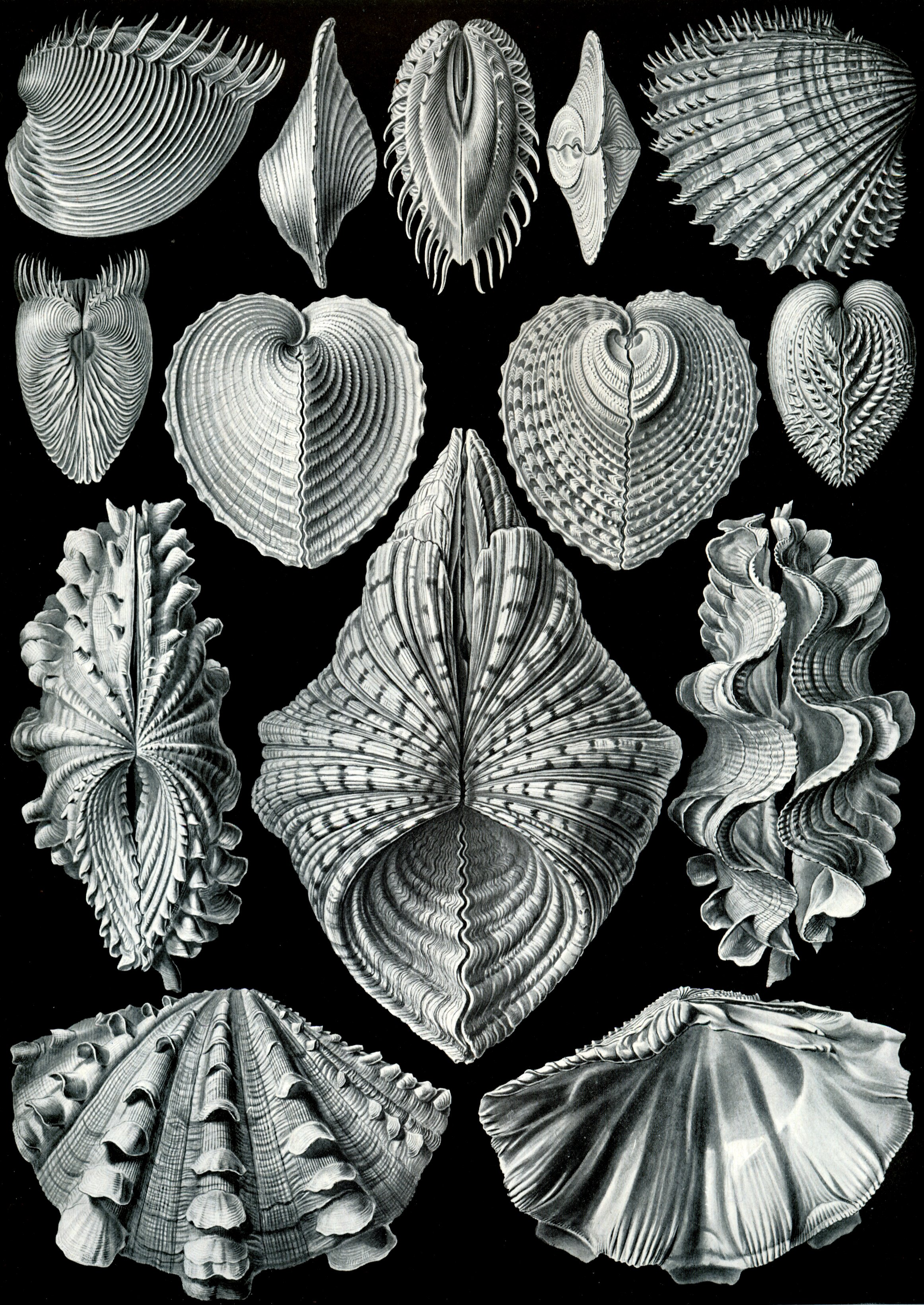
Rozličné tvary lastur mlžů

## Způsob života
Pomocí svalnaté nohy se mlži zahrabávají nebo se přichytávají k podkladu pomocí byssových vláken. Převážně žijí hrabavě, více či méně zahrabáni do měkkého jílovitého nebo písčitého sedimentu, se sifonem vysunutým nad dno. Přechod k přisedlému způsobu života vedl k tvorbě přichycovacích orgánů nebo k cementaci schránky a je často doprovázen ztrátou symetrie. Někteří mlži vrtají do pevného pokladu, který mechanicky nebo chemicky narušují. (Takový způsob života vedl ke zmenšení, ztenčení až k téměř úplné redukci schránky.) Někteří lezou po dně, menší část leží volně na dně nebo je schopna krátkodobého plavání rychlým otevíráním a zavíráním misek lastury a vytlačováním vody z plášťové dutiny, např. dospělci hřebenatky. (Způsob života mlžů dokonale odráží morfologie jejich schránek.)
Mlži jsou filtrátoři, živí se detritem a planktonem, který se zachytí na žábrách. Malá část mlžů potravu vybírá ze sedimentu nebo je dravá a loví větší kořist.

## Rozmnožování
Mlži jsou obvykle gonochoristé. Mají většinou nepřímý vývin, oplození je vnější. Mlži mohou mít dva druhy larev:
- veliger je volně plovoucí larva mořských a některých sladkovodních mlžů (např. rodu slávička), také larva mořských plžů; vyvíjí se z trochofory nebo přímo z vajíčka;
- glochidium je larva velkých sladkovodních mlžů; cizopasí na rybách, přichycuje se na žábry.

## Klasifikace a zástupci
Klasifikace mlžů je v současnosti v pohybu a málokteří dva autoři se shodnou na jedné verzi. Molekulární studie z roku 2015 analyzující transkriptom mlžů nabízejí následující fylogenetický strom mlžů:

|               | Archiheterodonta                                                |
|               |                                                                 |
| Euheterodonta | \| \| Anomalodesmata \| \| \| \| \| \| Imparidentia \| \| \| \| |
|               | \| \| Anomalodesmata \| \| \| \| \| \| Imparidentia \| \| \| \| |
|               | Anomalodesmata                                                  |
|               |                                                                 |
|               | Imparidentia                                                    |
|               |                                                                 |

|  | Anomalodesmata |
|  |                |
|  | Imparidentia   |
|  |                |

|               | Archiheterodonta                                                |
|               |                                                                 |
| Euheterodonta | \| \| Anomalodesmata \| \| \| \| \| \| Imparidentia \| \| \| \| |
|               | \| \| Anomalodesmata \| \| \| \| \| \| Imparidentia \| \| \| \| |
|               | Anomalodesmata                                                  |
|               |                                                                 |
|               | Imparidentia                                                    |
|               |                                                                 |

|  | Anomalodesmata |
|  |                |
|  | Imparidentia   |
|  |                |

|               | Archiheterodonta                                                |
|               |                                                                 |
| Euheterodonta | \| \| Anomalodesmata \| \| \| \| \| \| Imparidentia \| \| \| \| |
|               | \| \| Anomalodesmata \| \| \| \| \| \| Imparidentia \| \| \| \| |
|               | Anomalodesmata                                                  |
|               |                                                                 |
|               | Imparidentia                                                    |
|               |                                                                 |

|  | Anomalodesmata |
|  |                |
|  | Imparidentia   |
|  |                |

|               | Archiheterodonta                                                |
|               |                                                                 |
| Euheterodonta | \| \| Anomalodesmata \| \| \| \| \| \| Imparidentia \| \| \| \| |
|               | \| \| Anomalodesmata \| \| \| \| \| \| Imparidentia \| \| \| \| |
|               | Anomalodesmata                                                  |
|               |                                                                 |
|               | Imparidentia                                                    |
|               |                                                                 |

|  | Anomalodesmata |
|  |                |
|  | Imparidentia   |
|  |                |

|               | Archiheterodonta                                                |
|               |                                                                 |
| Euheterodonta | \| \| Anomalodesmata \| \| \| \| \| \| Imparidentia \| \| \| \| |
|               | \| \| Anomalodesmata \| \| \| \| \| \| Imparidentia \| \| \| \| |
|               | Anomalodesmata                                                  |
|               |                                                                 |
|               | Imparidentia                                                    |
|               |                                                                 |

|  | Anomalodesmata |
|  |                |
|  | Imparidentia   |
|  |                |

|               | Archiheterodonta                                                |
|               |                                                                 |
| Euheterodonta | \| \| Anomalodesmata \| \| \| \| \| \| Imparidentia \| \| \| \| |
|               | \| \| Anomalodesmata \| \| \| \| \| \| Imparidentia \| \| \| \| |
|               | Anomalodesmata                                                  |
|               |                                                                 |
|               | Imparidentia                                                    |
|               |                                                                 |

|  | Anomalodesmata |
|  |                |
|  | Imparidentia   |
|  |                |

|               | Archiheterodonta                                                |
|               |                                                                 |
| Euheterodonta | \| \| Anomalodesmata \| \| \| \| \| \| Imparidentia \| \| \| \| |
|               | \| \| Anomalodesmata \| \| \| \| \| \| Imparidentia \| \| \| \| |
|               | Anomalodesmata                                                  |
|               |                                                                 |
|               | Imparidentia                                                    |
|               |                                                                 |

|  | Anomalodesmata |
|  |                |
|  | Imparidentia   |
|  |                |

|               | Archiheterodonta                                                |
|               |                                                                 |
| Euheterodonta | \| \| Anomalodesmata \| \| \| \| \| \| Imparidentia \| \| \| \| |
|               | \| \| Anomalodesmata \| \| \| \| \| \| Imparidentia \| \| \| \| |
|               | Anomalodesmata                                                  |
|               |                                                                 |
|               | Imparidentia                                                    |
|               |                                                                 |

|  | Anomalodesmata |
|  |                |
|  | Imparidentia   |
|  |                |

Níže jsou uvedeny jen příklady zástupců:
Sladkovodní:
- perlorodka říční (Palaeoheterodonta)
- velevrub malířský (Palaeoheterodonta)
- škeble rybničná (Palaeoheterodonta)
- slávička mnohotvárná

Mořští:
- srdcovka jedlá (Imparidentia)
- střenka jedlá (Imparidentia)
- šášeň lodní (Imparidentia)
- ústřice jedlá (Pteriomorpha)
- slávka jedlá (Pteriomorpha)
- perlotvorka mořská (Pteriomorpha)
- hřebenatka svatojakubská (Pteriomorpha)
- zéva obrovská
- hřebenatka islandská